# Hopoi Mission Station
Hopoi Mission Station ist eine lutherische Missionsstation (filial station) in der Morobe Province in Papua-Neuguinea. Heute steht sie in der Verwaltung der Evangelisch-Lutherischen Kirche von Papua-Neuguinea.

## Geographie
Die Hopoi Mission Station liegt südlich von Bukaua, 41 km östlich von Lae und 52 km westlich von Finschhafen am Cape Arkona East des Bulu River.
Cape Arkona ist eine weithin sichtbare Klippe, wo die Gebäude der Hopoi Mission Station stehen.
Früher bestand ein kleines Flugfeld in der Nähe der Station. Dieses ist jedoch mittlerweile wieder verschwunden.

## Vorgeschichte
Am 4. September landete die Australian 9th Division unter Major General George Wootten östlich von Lae (Landing at Lae) an der „Red Beach“ und der „Yellow Beach“ bei Malahang mit dem Ziel, die japanischen Truppen in der Stadt einzukesseln. Fünf Zerstörer der United States Navy leisteten Unterstützung mit der Artillerie. Die Landung wurde nicht vom Land aus beantwortet, aber durch Attacken japanischer Bomber wurden etwa 100 Soldaten getötet. Das 2/13th Battalion (20th Brigade), das am selben Tag während des Angriffs auf Red Beach am Yellow Beach gelandet war, drängte nach Osten Richtung Hopoi Mission West und dann nach Finschhafen.
Die 9th Division wurde durch natürliche Barrieren aufgehalten und kam am Busu River zum Stehen. Die Flüsse waren durch starken Regen angeschwollen, es mangelte an schwerer Ausrüstung und das gegenüberliegende Ufer wurde von japanischen Soldaten gehalten. Am 9. September führte das 2/28th Infantry Battalion eine Attacke und sicherte nach schweren Kämpfen einen Brückenkopf.
Der Marsch von Hopoi Mission nach Finschhafen wurde als „größter Marsch der Neuguinea-Kampagne“ beschrieben („greatest march of the new Guinea campaign and in 10 days the battalion had covered 50 mi (75 km) of rugged terrain“.)
Das Mission House in Hopoi diente als Hauptquartier und Nachschub-Basis für die Australian New Guinea Administrative Unit, die von (NX155085) Captain Ralph Geoffrey Ormsby geleitet wurde.

## Die Mission
Zwischen 1932 und 1972 wurde die Hopoi Mission als Lutheran Teacher Training School genutzt.